# Allan Spear
Allan Henry Spear (* 24. Juni 1937 in Michigan City, Indiana; † 11. Oktober 2008 in Minneapolis, Minnesota) war ein US-amerikanischer Politiker.

## Leben
Spear besuchte das Oberlin College und studierte an der Yale University. Er wurde Mitglied der Demokratischen Partei und saß von 1973 bis 2008 im Senat von Minnesota. Von Januar 1993 bis Januar 2001 fungierte er als Präsident des Senats. Nach seinem öffentlichen Coming Out am 9. November 1974 gehörte Spear zu den ersten gewählten US-Volksvertretern, die offen homosexuell lebten.
Sein langjähriger Lebensgefährte war Junjiro Tsuji, mit dem er in Minneapolis lebte.